# کولنوویتسه
کولنوویتسه (به لهستانی:  Kolnowice) یک روستا در لهستان است که در گمینا بیاوا (استان اوپوله) واقع شده‌است.